# Fort Resolution Highway
Der Highway 6, meist auch als Fort Resolution Highway bezeichnet, ist ein Highway in den kanadischen Nordwest-Territorien.
Er zweigt vom Fort Smith Highway ab und führt entlang des Ufers des Großen Sklavensees nach Fort Resolution.
Rund 21 km östlich des Fort Smith Highways liegt Pine Point, das sich nahe einer ehemaligen Blei- und Zink-Mine befindet. Die Gemeinde war eine der größten in den Nordwest-Territorien, so dass ihre Bewohner sehr wenige Gründe hatte, nach Hay River zu fahren, weil in Pine Point ein dichtes Angebot bestand. Die Mine wurde 1987 geschlossen und 1988 verließ der letzte Bewohner Pine Point.